# Herta Ehlert
Herta Ehlert z domu Liess, po wojnie zmieniła nazwisko na Herta Naumann (ur. 26 marca 1905 w Berlinie, zm. 4 kwietnia 1997) – niemiecka nadzorczyni SS (SS-Aufseherin) w kilku hitlerowskich obozach koncentracyjnych.

## Życiorys
Swoją karierę obozową rozpoczęła stosunkowo wcześnie, gdy ochotniczo zgłosiła się 15 listopada 1939 do służby jako SS-Aufseherin w KL Ravensbrück. Tam też brała udział w kilku szkoleniach dla nadzorczyń SS. Po ślubie przyjęła nazwisko męża – Ehlert, którego poznała go podczas szkolenia w KL Ravensbrück.
W październiku 1942 została skierowana do obozu w Majdanku. Pełniła tam służbę jako SS-Aufseherin. Według relacji kilku oficerów SS nie należała do strażniczek brutalnych, dlatego została z Majdanka skierowana na kolejne szkolenia do KL Ravensbrück, tym razem pod nadzorem Dorothei Binz. Tam miała nauczyć się brutalności i bezwzględności w stosunku do więźniarek. Po wojnie Ehlert określiła to przeszkolenie w Ravensbrück jako „fizycznie i emocjonalnie trudne”.
Rozwiodła się z mężem i powróciła do panieńskiego nazwiska w październiku 1944. Najprawdopodobniej w tym samym roku została skierowana jako SS-Aufseherin do KL Auschwitz-Birkenau, gdzie nadzorowała kobiece komanda pracy. Na polecenie SS została ona później skierowana do podobozu w Rajsku, a stamtąd w lutym 1945 do obozu w Bergen-Belsen. Służyła tam jako SS-Aufseherin i podlegała znanym z brutalności Elisabeth Volkenrath i Irmie Grese. Po wyzwoleniu KL Bergen-Belsen przez armię brytyjską, Ehlert została aresztowana.
17 listopada 1945 na mocy wyroku brytyjskiego Trybunału Wojskowego w Lüneburgu podczas pierwszego procesu załogi KL Bergen-Belsen została uznana winną współudziału w zabójstwach więźniów i skazana na 15 lat więzienia, uniewinniona natomiast od zarzutów dotyczących oświęcimskiego obozu. 7 maja 1953 została przedwcześnie zwolniona z więzienia.